# 邯鄲姓
邯鄲姓（「邯鄲」，音同「寒丹」）為漢字複姓，源自嬴姓，春秋時期晉國襄公女婿趙穿受封於邯鄲，人稱邯鄲君，其後有人以「邯鄲」為氏，奉邯鄲君為始祖，后「邯鄲姓」多改為趙姓，今日邯鄲姓幾乎無人使用。

## 人物
- 邯鄲商：東漢末期雍州刺史。
- 邯鄲淳：三國時期曹魏書法家。

## 延伸阅读
[在维基数据编辑]
 《欽定古今圖書集成·明倫彙編·氏族典·邯鄲姓部》，出自陈梦雷《古今圖書集成》